# Faquilena de Roergue
Faquilena de Roergue —Родилась либо в 840 либо 844 году и была дочерью графа Тулузы Раймунда первого и Берты дочери Арсенды и Ремигия.Факильена вышла за графа Бигора Лупа первого родночальника графов Бигора.Факильена стала предком последующих графов Бигора,виконтов Лаведана и графов Рибагорсы.Смерть Факильены наступила в 860-х годах или не позднее 886 года и это зафиксировал монастырь Сен-Аренс де Лаведан. 
Семья:муж граф Бигора Луп первый.Дети: 
Дат граф Бигора 
Рамон первый граф Рибагорсы родоночальник графов Рибагорсы. 
Дадильда муж Король Памплоны Гарсия второй Хименес
Мансион виконт Лаведана,родоночальник виконтов де Лаведан.